# Ikaros och gossen Gråsten
Ikaros och gossen Gråsten är en dikt av Werner Aspenström. Den publicerades för första gången i diktsamlingen "Dikter under träden" från 1956.
Den är en av Aspenströms mest kända dikter, finns med i åtskilliga antologier och har ibland framhållits som karaktäristisk för hela hans författarskap. Dikten har ofta setts som ett motstycke till Erik Lindegrens dikt Ikaros.
| ” | Efter att ha läst 73 (förträffliga) dikter om Ikaros önskar jag lägga ett ord för hans lantlige kusin, gossen Gråsten, kvarlämnad på ängen. - - - Efter att ha läst 73 dikter om flykt och om vingar önskar jag frambära min hyllning till fotsulan, den nedåtvända själen, konsten att stanna och att äga tyngd – såsom gossen Gråsten | „ |

## Bakgrund
Själv vände sig Aspenström mot tolkningen att dikten skulle vara ett svar på Lindegrens Ikaros och förklarade att dikten hade en annan, enkel och olitterär utgångspunkt: "Plötsligt får vi syn på något som vi dagligen och kanske i åratal haft i blickfånget, inom sinnesräckhåll, utan att ändå se det, d.v.s. med tanken och känslan förnimma, i det här fallet alltså en mycket ordinär gråsten" och att det då uppstår en slags inlevelse och identifikation.

## Stil och innehåll
Dikten är skriven på ett enkelt och lättbegripligt språk, men blir mångtonig genom kontrasten mellan flykt och hyllningen till "konsten att stanna". I dikten finns tre parter: Ikaros, gossen Gråsten och hans syster fröken Granbuske som grönskar intill, samt diktens jag. Efter att ha läst "73 (förträffliga) dikter om Ikaros" och "73 dikter om flykt och om vingar" vill diktens jag lägga ett ord för gossen Gråsten och sin hyllning till "fotsulan, den nedåtvända själen" och till "konsten att stanna, och att äga tyngd". Dikten har setts som karaktäristisk för ett centralt tema i hela Aspenströms författarskap; å ena sidan lockelsen mot flykt och rörelse bort och å andra sidan nödvändigheten att stanna i det verkliga.